# おーい!わが家
『おーい!わが家』（おーいわがや）は、1967年4月1日から6月24日までフジテレビ系の「土曜8時枠」で毎週土曜日20:00 - 20:56に放送された日本のテレビドラマ。

## 概要
松本幸四郎（8代目）一家5人が、初めて揃って主演する大型ファミリードラマ。
ごく一般的な家庭に起こる日常の出来事をコミカルに描きながら、一家が一歩一歩ひたむきな努力で生活をしていこうというもの。

## 出演者
一家の構成は松本一家と同じで、名前は出演者のもじり。
- 高岡四郎（父）：八代目松本幸四郎（後の初代松本白鸚）
- 高岡志保子（母）：藤間正子
- 高岡五郎（長男）：六代目市川染五郎（後の二代目松本白鸚）
- 高岡吉男（次男）：二代目中村吉右衛門
- 高岡れい子（長女）：藤間麗子[1]

## スタッフ
- 原作：宮田達男
- 演出：古岡哲雄
- 制作：フジテレビ

## 備考
- 本作は前作『のれん繁昌記』までの大正製薬に代わり、サントリーと花王石鹸（現：花王）の二社で提供となったが、サントリーはこの後の『二人の素浪人』までこの枠を提供、花王に至っては2000年9月までこの枠の筆頭スポンサーを務める。